# Mitt hem är där på den andra stranden
Mitt hem är där på den andra stranden är en psalm med text och musik från 1923 av K.G. Sjölin.

## Publicerad i
- Psalmer och Sånger 1987 som nr 749 under rubriken "Framtiden och hoppet - Himlen".[2]
- Segertoner 1988 som nr 667 under rubriken "Framtiden och Hoppet - Himlen".[1]